# Atlético Cajazeirense de Desportos
El Atlético Cajazeirense de Desportos es un equipo de fútbol de Brasil que juega en el Campeonato Paraibano de Segunda División, en el estado de Paraíba.

## Historia
Fue fundado el 21 de julio de 1948 en la ciudad de Cajazeiras del estado de Paraíba por un grupo de deportistas encabezado por Higinio Pires Ferreira. En 1990 se convierten en equipo profesional y un año después juegan por primera vez en el Campeonato Paraibano.
En 2001 juega en el Campeonato Brasileño de Serie C por primera vez donde fue eliminado en la primera ronda al terminar en último lugar de su zona. En 2002 es campeón estatal por primera vez luego de que su rival en la final abandonara el campeonato, siendo el primer equipo de Cajazeiras en ser campeón estatal. Ese mismo año juega por segunda ocasión en el Campeonato Brasileño de Serie C donde es eliminado en la primera ronda eliminado por el Treze Futebol Clube del estado de Paraíba y el ABC Futebol Clube del estado de Río Grande del Norte.
En 2003 clasifica por primera vez a la Copa de Brasil donde es eliminado en la primera ronda por el EC Bahia del estado de Bahía con marcador global de 2-5; y al año siguiente participa por segunda ocasión en la copa nacional, donde vuelve a ser eliminado en la primera ronda, esta vez por el Fortaleza EC del estado de Ceará a pesar de lograr un empate 2-2 en condición de visitante perdió en casa 0-1.
En 2008 desciende por primera vez en el Campeonato Paraibano tras terminar en la última posición de la tabla acumulada, aunque al año siguiente logra ser subcampeón de la segunda división estatal, regresando para el Campeonato Paraibano de 2010. El año de su retorno, vuelve a perder la categoría tras terminar en la penúltima posición. En 2012 logra ser campeón de la segunda categoría estatal, volviendo al Campeonato Paraibano de 2013. En 2019 finalizó en tercer lugar del torneo estatal y así logró clasificar por primera vez al Campeonato Brasileño de Serie D para el año 2020.
En su debut en la Serie D de 2020, quedó eliminado en fase de grupos, tras terminar en quinta posición de ocho equipos en su grupo. En el Campeonato Paraibano de 2022 perdió la categoría estatal por tercera vez en su historia, esta vez tras ocupar la última posición de su grupo.

## Palmarés
- Campeonato Paraibano (1): 2002
- Campeonato Paraibano Serie B (1): 2012